# 와이디어
와이디어(YDEA)는 2012년 7월 24일 설립 된 스타트업으로 코디북이라는 모바일 패션 커머스를 운영하고 있다.
와이디어는 사람이 두 팔을 벌리고 서 있는 모습인 "Y"와 아이디어(IDEA)의 합성어로 세상의 모든 아이디어를 담는다는 의미이다.
현재 강하늘 대표이사와, 이유석 기술이사, 전세미 이사가 주요 경영진이며, 2014년 2월 쿨리지코너인베스트먼트로부터 3억 8천만 원의 투자를 유치하기도 하였다.